# Banque française de Syrie
 (octobre 2019).
La Banque française de Syrie est une ancienne banque française, fondée en 1918 et ayant son activité autour de la Syrie et du Levant.

## Historique
À la suite du retrait de l'Empire ottoman de Syrie, la Banque française de Syrie est constituée en 1918 par la Société générale, avec notamment le concours de la Banque de Salonique (en), du Crédit foncier d'Algérie et de Tunisie (filiale du Crédit foncier) et du Crédit mobilier français. Son siège est à Paris, au no 29 du boulevard Haussmann, avec une première succursale à Beyrouth, puis de nouvelles succursales à Damas, Alep, Mersin et Adana. Elle substitut son influence à celle de la Deutsche Orient Bank en Cilicie, dont elle reprend les locaux. Elle a pour président Édouard Goüin, avec André Lebon comme vice-président.
La dissolution de la banque s'opère en juillet 1937. Une partie des activités sont reprises par la Banque Zilkha.

## Dirigeants

### Liste des présidents
- Édouard Goüin
- André Homberg